# إيمي فورسيث
إيمي فورسيث هي ممثلة كندية، ولدت في 6 أغسطس 1995 في نيويورك في الولايات المتحدة.

## وصلات خارجية
- إيمي فورسيث على موقع IMDb (الإنجليزية)
- إيمي فورسيث على موقع روتن توميتوز (الإنجليزية)
- إيمي فورسيث على موقع قاعدة بيانات الأفلام العربية
- إيمي فورسيث على موقع ميوزك برينز (الإنجليزية)
- إيمي فورسيث على موقع قاعدة بيانات الفيلم (الإنجليزية)
- إيمي فورسيث على موقع كينوبويسك (الروسية)